# Col Rollins
Le col Rollins (Rollins Pass en anglais) est un col d'altitude (3 557 m) des montagnes Rocheuses dans le centre-nord de l'État américain du Colorado. Le col se situe sur le Continental Divide, la ligne de séparation des eaux entre Pacifique et Atlantique, sur la crête de la Front Range au sud-ouest de Boulder.
Il est situé à 8 km à l'est et au-dessus de la station de ski de Winter Park. Le col est franchi par une route non carrossable accessible aux véhicules tous-terrains jusqu'au tunnel de Needles Eye, un court tunnel ferroviaire qui fut fermé en 1990 après qu'une partie se fut effondrée. Le col est fermé en hiver.
Au XIXe siècle, le col fut un lieu de passage important pour le passage du bétail. Au début du XXe siècle, un banquier et industriel de Denvers, David Moffat créa une compagnie ferroviaire dans le but de construire et d'exploiter une ligne à travers le Front Range, reliant Denvers à l'ouest américain. Il prévoyait de creuser un tunnel en dessous du col mais les difficultés l'obligèrent à construire une ligne temporaire passant par le col avec juste un petit tunnel. Cette ligne avec une pente de 4 % était alors la plus haute voie de chemin de fer jamais construite en Amérique du Nord. Mais la ligne était souvent coupée plusieurs jours par des tempêtes de neige. Moffat perdit une grande partie de sa fortune et mourut avant l'achèvement du tunnel initialement prévu qui fut inauguré en 1928 et porte son nom, le Moffat Tunnel, situé au sud du col.